# Десепшен
Десепшен (англ. Deception (дослівно — шахрайство, обман), також Десепсьон, Тейля) — острів, що входить в архіпелаг Південних Шетландських островів.

## Географія

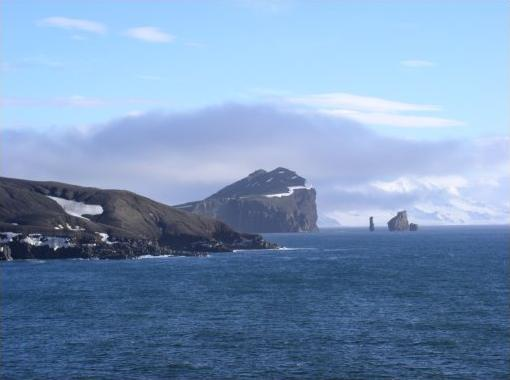

Розташований на крайньому півдні Атлантичного океану поблизу південного берега острова Лівінгстон в протоці Брансфілд. Острів має форму підкови.

### Клімат
Острів знаходиться у зоні, котра характеризується кліматом постійного морозу. Найтепліший місяць — січень із середньою температурою 1.1 °C (34 °F). Найхолодніший місяць — липень, із середньою температурою -8.9 °С (16 °F).
| Клімат острова Десепшен | Клімат острова Десепшен | Клімат острова Десепшен | Клімат острова Десепшен | Клімат острова Десепшен | Клімат острова Десепшен | Клімат острова Десепшен | Клімат острова Десепшен | Клімат острова Десепшен | Клімат острова Десепшен | Клімат острова Десепшен | Клімат острова Десепшен | Клімат острова Десепшен | Клімат острова Десепшен |
| Показник                | Січ.                    | Лют.                    | Бер.                    | Квіт.                   | Трав.                   | Черв.                   | Лип.                    | Серп.                   | Вер.                    | Жовт.                   | Лист.                   | Груд.                   | Рік                     |
| Абсолютний максимум, °C | 10                      | 8                       | 7                       | 8                       | 5                       | 3                       | 4                       | 5                       | 3                       | 7                       | 5                       | 7                       | 10                      |
| Середній максимум, °C   | 2                       | 2                       | 1                       | 0                       | −2                      | −5                      | −6                      | −5                      | −3                      | 0                       | 0                       | 2                       | −1                      |
| Середня температура, °C | 1                       | 1                       | 0                       | −2                      | −4                      | −7                      | −8                      | −8                      | −5                      | −2                      | −1                      | 0                       | −2                      |
| Середній мінімум, °C    | 0                       | 0                       | −1                      | −4                      | −7                      | −10                     | −11                     | −11                     | −8                      | −5                      | −3                      | −1                      | −5                      |
| Абсолютний мінімум, °C  | −7                      | −6                      | −11                     | −16                     | −21                     | −26                     | −25                     | −27                     | −23                     | −16                     | −13                     | −7                      | −27                     |
| Норма опадів, мм        | 50                      | 50                      | 60                      | 50                      | 0                       | 0                       | 10                      | 20                      | 20                      | 100                     | 90                      | 50                      | 560                     |
| Вологість повітря, %    | 83                      | 85                      | 87                      | 87                      | 84                      | 89                      | 88                      | 87                      | 89                      | 86                      | 84                      | 84                      | 86                      |
| ----------------------- | ----------------------- | ----------------------- | ----------------------- | ----------------------- | ----------------------- | ----------------------- | ----------------------- | ----------------------- | ----------------------- | ----------------------- | ----------------------- | ----------------------- | ----------------------- |
| Джерело: Weatherbase    |                         |                         |                         |                         |                         |                         |                         |                         |                         |                         |                         |                         |                         |

## Вулканічна активність на острові
Перше зафіксоване виверження на острові відбулося в 1967 році. Його спостерігали чилійські полярники які врятувалися в останній момент. У результаті виверження на острові з'явилося шість кратерів, поблизу берега виник невеликий острів Новий (пізніше з'єднався з Десепшеном). В 1969 році новий землетрус утворив на карті острова розлом довжиною 4 км. Після землетрусу 1970 року на острові з'явилося 13 нових кратерів.

## Історія
Острів був виявлений в першій чверті XIX століття. До 1931 року одна з його бухт Порт-Фостер регулярно відвідувалась китобоями.

## Полярні станції
Після 1931 тут стали з'являтися полярні станції. Раніше (до вулканічного виверження) свої полярні станції на острові мали Велика Британія, Аргентина і Чилі, а сьогодні — Аргентина і Іспанія.

## Інтернет-ресурси
- Images from Deception Island. pgoimages.com (photographs). Архів оригіналу за 25 жовтня 2013.
- Página web de la base Gabriel de Castilla [Web page of Gabriel de Castilla base]. ejercito.mde.es (ісп.). Архів оригіналу за 13 жовтня 2006.
- Steamed ice and frosted lava. monolith.com.au. – Account of a tourist visit to Deception Island
- British Deception Island station. Архів оригіналу за 12 березня 2005.
- Photos of Deception island. imagea.org (photographs).
- A visit to Deception Island, and other places on the Antarctic Peninsula. geocities.com. 2002–2003. Архів оригіналу за 24 травня 2024.
- Eruptive dynamics and implications for volcanic hazards. The 1970 eruption on Deception Island (Antarctica) — через researchgate.net.
- Deception Island. Global Volcanism Program. Smithsonian Institution.